# Lijst van afkortingen in het bankverkeer
Deze lijst van afkortingen bij bankoverschrijvingen bevat afkortingen van terminologie gerelateerd aan bankoverschrijvingen. 
| Afkorting | Beschrijving |
| --------- | --- |
| ACH       | Automated clearing house, een verwerker van betalingsverkeer tussen banken. In Nederland wordt dit gedaan door equensWorldline, in België door |
| BACS      | BACS Payment Schemes Limited, voorheen Bankers' Automated Clearing System, een ACH in het Verenigd Koninkrijk. |
| BBAN      | Binnenlands bankrekeningnummer, een uniek nationaal kenmerk van een bankrekening. Binnen de SEPA-zone zijn nationale bankrekeningnummers grotendeels vervangen door IBAN-nummers. |
| BIC       | Business Identifier Code, een uniek internationaal kenmerk van een bank |
| CAMT.052  | Een bestandsformaat dat banken kunnen gebruiken om rekeningrapportages aan klanten aan te leveren. Het bestandsformaat staat beschreven in de internationale standaard ISO 20022. |
| CAMT.053  | Een bestandsformaat dat banken kunnen gebruiken om bankafschriften aan klanten aan te leveren. Het bestandsformaat staat beschreven in de internationale standaard ISO 20022. |
| CAMT.054  | Een bestandsformaat dat banken kunnen gebruiken om debet/creditnotificaties aan klanten aan te leveren. Het bestandsformaat staat beschreven in de internationale standaard ISO 20022. |
| CHAPS     | Clearing House Automated Payment System, een ACH in het Verenigd Koninkrijk. |
| ClieOp    | Een verouderde bestandsindeling voor elektronische binnenlandse betalingen in Nederland. Het bestandsformaat werd rond 2012 vervangen door PAIN.001. |
| CODA      | Een Belgische bankstandaard, die helpt om bankafschriften in een boekhoudprogramma in te kunnen lezen |
| CSM       | Clearing and Settlement Mechanism, een verzameling van processen die op de achtergrond worden uitgevoerd bij betalingen tussen twee betaalproviders. |
| EBA       | Euro Banking Association, een samenwerkingsverband van Europese banken, opgericht in 1985, gericht op het mogelijk maken van het betalingsverkeer binnen het Euro-gebied. |
| ECB       | Europese Centrale Bank |
| ECBS      | European Committee for Banking Standards |
| EFT       | Electronic Funds Transfer, een geïnformatiseerd systeem voor financiële transacties tussen banken, zonder de interventie van een bankmedewerker. |
| EFTA      | European Free Trade Association, ofwel Europese Vrijhandelsassociatie, een samenwerkingsverband tussen Liechtenstein, Noorwegen, IJsland en Zwitserland. |
| EPC       | European Payments Council, een internationale vereniging zonder winstoogmerk die het besluitvormings- en coördinatieorgaan vormt van de Europese banksector met betrekking tot betalingen. |
| IBAN      | International Bank Account Number, een uniek internationaal kenmerk van een bankrekening in de \|SEPA-zone |
| iDEAL     | iDEAL, een Nederlandse standaard voor het verrichten van internetbetalingen. |
| MT940     | MT940 is een bestandsformaat om financiële banktransacties te exporteren. Een nieuwere variant van de MT940 is CAMT.053 |
| PEACH     | Pan-Europese ACH, een verwerker van betalingsverkeer tussen internationale banken binnen de Eurozone. |
| PSD       | Payment Services Directive ofwel Richtlijn betalingsdiensten, een Europese richtlijn om betaaldiensten en betaalproviders binnen de Europese Unie (EU) en de Europese Economische Ruimte (EER) te reguleren. |
| PSP       | Payment service provider, diensten die de communicatie tussen webwinkels en banken verzorgen. Voorbeelden zijn Buckaroo en Adyen. |
| SCF       | SEPA Cards Framework, een pan-Europees betalingsinstrument dat het mogelijk maakt om overal binnen de Eurozone te kunnen betalen en pinnen met de eigen bankkaart |
| SCT       | SEPA Credit Transfer, een pan-Europees betalingsinstrument dat het mogelijk maakt om geld van de ene bankrekening naar de andere over te schrijven. SEPA-clearingregels vereisen dat betalingen die vóór het afsluitpunt op een werkdag zijn gedaan, uiterlijk de volgende werkdag op de rekening van de ontvanger worden bijgeschreven. |
| SDD       | SEPA Direct Debit, een pan-Europees betalingsinstrument dat het voor een crediteur mogelijk maakt om geld van een andere bankrekening te innen. Een dergelijke automatische incasso is alleen mogelijk als de debiteur hier vooraf toestemming voor heeft gegeven.                                                                       |
| SEPA      | Single Euro Payments Area, zone in Europa waarin eurobetalingen overal op vergelijkbare wijze functioneren, zowel binnenlands als grensoverschrijdend. |
| SWIFT     | Society for Worldwide Interbank Financial Telecommunication, een organisatie voor het verzenden van financiële berichten. Met een SWIFT-code wordt de BIC bedoeld. |